# Чайлане
Чайлане (на македонска литературна норма: Чајлане; на албански: Çajle) е село в община Сарай, Северна Македония.

## География
Селото е разположено в западния край на Скопското поле, вляво от магистралата Скопие - Тетово на десния бряг на Суводолица.

## История
През 1922-1923 година в Чайлане е открита поща, която функционира до 6 април 1941 година.
На етническата си карта от 1927 година Леонард Шулце Йена показва Чайлане (Čajlane) като албанско мохамеданско село.
На етническата си карта на Северозападна Македония в 1929 година Афанасий Селишчев отбелязва Чайлане като албанско мюсюлманско село.
Според преброяването от 2002 година Чайлане има 580 жители.
| Националност     | Всичко |
| северномакедонци | 0      |
| албанци          | 577    |
| турци            | 0      |
| роми             | 0      |
| власи            | 0      |
| сърби            | 0      |
| бошняци          | 2      |
| други            | 1      |